# Lista över svenska Nobelpristagare

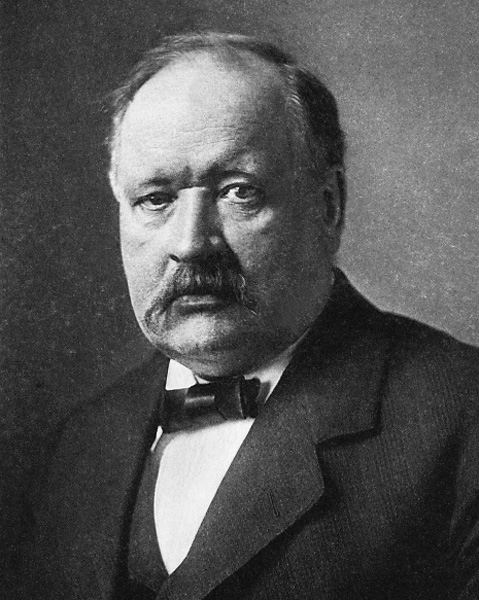
Svante Arrhenius var den förste svensk som tilldelades Nobelpriset. Han fick kemipriset 1903.

Detta är en lista på svenskar som har tilldelats Nobelpriset samt Sveriges riksbanks pris i ekonomisk vetenskap till Alfred Nobels minne (nedan benämnt som ekonomipriset). Den första svensken att tilldelas ett Nobelpris var Svante Arrhenius, som fick Nobelpriset i kemi 1903. Den senaste svensken att tilldelas ett pris är Anne L'Huillier, som 2023 fick Nobelpriset i fysik. Totalt listas här 34 pristagare, 30 av dem är födda i Sverige. Den tyska judinnan Nelly Sachs fick svenskt medborgarskap efter att 1940 ha flytt kriget i Tyskland. Hans von Euler-Chelpin föddes i Tyskland men bodde och var verksam i Sverige vid tiden då priset delades ut. Ragnar Granit föddes i Riihimäki, Finland men bodde i Sverige och arbetade på Karolinska institutet när han fick motta priset. Anne L'Huillier är född i Frankrike men bosatt och verksam i Sverige sedan 1990-talet.
De 34 pristagarna fördelar sig mellan de olika prisen på följande sätt: 2 ekonomipris, 5 fredspris, 5 fysikpris, 9 pris i fysiologi eller medicin, 5 kemipris och 8 litteraturpris.
Av de svenska pristagarna är fyra kvinnor och resterande män. Författarinnan Selma Lagerlöf prisades för sin litterära gärning 1909, detta som första kvinna att någonsin motta detta pris. Ovan nämnda Nelly Sachs tilldelades även hon Nobelpriset i litteratur år 1966. 1982 tilldelades Alva Myrdal fredspriset för sitt arbete med militär nedrustning. Anne L'Huillier tilldelades Nobelpriset i fysik 2023.
Nobelkommittén beslutade 1974 att Nobelpriset inte ska kunna delas ut postumt. Innan beslutet fattades hade dock två pristagare hunnit få priset efter sin död, varav båda var svenskar: Erik Axel Karlfeldt som fick litteraturpriset 1931 och Dag Hammarskjöld som fick fredspriset 1961.

## Ekonomi
| ” | För sitt arbete inom penning- och konjunkturteori samt studier av sambandet mellan ekonomiska, sociala och institutionella förhållanden. | „ |

| ” | För sina bidrag till teorier kring internationell handel och rörelse av kapital. | „ |

Totalt: 2 pristagare

## Fred
| ” | ... för sina insatser i konflikten mellan unionen, och ett steg mot försoning mellan två självständiga stater. | „ |

| ” | ... för arbete kring Nationernas förbund och för internationellt samarbete. | „ |

| ” | Som ledare av kyrkan, ville han skapa en gemensam kristen plattform för fred. | „ |

| ” | ...för att ha byggt upp ett effektiv och oberoende FN-sekretariat, och för att ha tagit en självständig linje gentemot stormakterna.. | „ |

| ” | Som företrädare för ett alliansfritt Sverige arbetade hon aktivt för att övertyga supermakterna att avväpna.. | „ |

Totalt: 5 pristagare

## Fysik
| ” | För sin uppfinning av självverkande regulatorer att i kombination med gasaccumulatorer användas till belysning av fyrar och lysbojar. | „ |

| ” | För hans upptäcker och forskning kring röntgenspektrografi. | „ |

| ” | För viktigt arbete och upptäcker rörande magnetohydrodynamik, med många tillämpningsmöjligheter inom plasmafysiken.. | „ |

| ” | För sina bidrag till utvecklingen av högupplöst elektronspektroskopi. | „ |

| ” | För experimentella metoder som genererar attosekundpulser av ljus för studier av elektrondynamik i materia. | „ |

Totalt: 5 pristagare

## Fysiologi eller medicin
| ” | För hans forskning om ögats dioptrik. | „ |

| ” | För hans upptäckter gällande oxiderande enzymer. | „ |

| ” | För upptäckter gällande primära fysiologiska och kemiska processer i ögat. | „ |

| ” | För deras upptäckter rörande signalsubstansen i nervcellernas kontaktorgan och mekanismerna för upplagring, frisättning och inaktivering. | „ |

| ” | För deras upptäckter rörande hjärnans hantering av visuell information. | „ |

| ” | För deras upptäckter rörande prostaglandiner och biologiskt aktiva substanser. | „ |

| ” | För deras upptäckter rörande signalöverföring i nervsystemet. | „ |

| ” | För hans upptäckter rörande utdöda homininers arvsmassa och människans evolution. | „ |

Totalt: 9 pristagare

## Kemi
| ” | Som ett erkännande av de extraordinära tjänster som han har utfört till kemins utveckling genom sin teori om den elektrolytiska dissociationen. | „ |

| ” | För hans forskning om dispersion. | „ |

| ” | För sina undersökningar gällande jäsning av socker och enzymer. | „ |

| ” | För sin forskning om elektrofores... | „ |

| ” | För mekaniska studier av reparation av DNA. | „ |

Totalt: 5 pristagare